# Henrietta Churchill, 2. Duchess of Marlborough

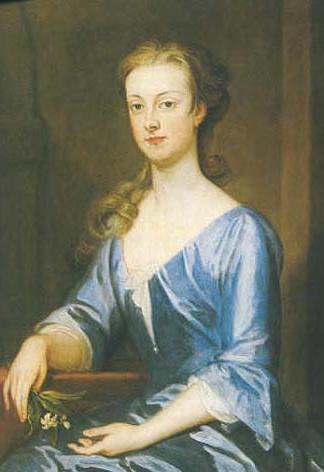
Henrietta Churchill, 2. Duchess of Marlborough

Henrietta Godolphin, 2. Duchess of Marlborough (geborene Churchill, * 19. Juli 1681; † 24. Oktober 1733) war eine britische Adelige.

## Leben
Sie war die älteste Tochter und Erbin von John Churchill, 1. Duke of Marlborough und Sarah Jenyns. Da ihr Vater 1689 zum Earl of Marlborough erhoben worden war, führte sie als dessen Tochter seitdem die Höflichkeitsanrede „Lady“ Henrietta Churchill.
Am 23. April 1698 heiratete sie Francis Godolphin und nahm dessen Familiennamen „Godolphin“ an. 1706 wurde ihr Schwiegervater zum Earl of Godolphin erhoben, wodurch ihr Gatte als dessen Heir apparent den Höflichkeitstitel Viscount Rialton und sie den Höflichkeitstitel Viscountess Rialton erhielt. Nachdem ihr Gatte 1712 schließlich seinen Vater beerbte, führte sie den Höflichkeitstitel Countess Godolphin.
Nachdem ihr einziger Bruder John 1703 gestorben war, wurden die Adelstitel ihres Vaters 1706 durch ein besonderes Parlaments-Gesetz um eine spezielle Erbregelung erweitert. Demnach sollte dessen englische Titel in Ermangelung männlicher Erben auch an die Töchter des ersten Dukes und deren männliche Nachkommen vererbbar sein. Aufgrund dieser Regelung beerbte Henrietta Godolphin ihren Vater 1722 auch eigenem Recht als 2. Duchess of Marlborough, 2. Marchioness of Blandford, 2. Countess of Marlborough und 2. Baroness Churchill.
Neben ihrer Ehe unterhielt sie eine Liaison mit dem Dramatiker William Congreve, von dem man heute annimmt, dass er der biologische Vater ihrer jüngsten Tochter war. Aus ihrer Ehe mit Godolphin gingen (nominell) fünf Kinder hervor:
- William Godolphin, Marquess of Blandford (um 1699–1731), MP, ⚭ 1729 Maria Catherina de Jong († 1779), Tochter des Peter Haeck de Jong, Bürgermeister von Utrecht;
- Lord Henry Godolphin (* um 1700);
- Lady Margaret Godolphin (* um 1703);
- Lady Henrietta Godolphin († 1776), ⚭ 1717 Thomas Pelham-Holles, 1. Duke of Newcastle-upon-Tyne;
- Lady Mary Godolphin (um 1716–1764), ⚭ 1740 Thomas Osborne, 4. Duke of Leeds.

Die Duchess, die im Alter von 52 Jahren starb, ist im Westminster Palace begraben. Da ihre beiden Söhne kinderlos vor ihr verstorben waren, gingen ihre Adelstitel auf ihren Neffen, Charles Spencer, 5. Earl of Sunderland, als 3. Duke of Marlborough über.